# Liste der Monuments historiques in Combrit
Die Liste der Monuments historiques in Combrit führt die Monuments historiques in der französischen Gemeinde Combrit auf.

## Liste der Bauwerke
| Bezeichnung                    | Beschreibung | Standort                          | Kennzeichnung | Schutzstatus | Datum | Bild           |
| ------------------------------ | ------------ | --------------------------------- | ------------- | ------------ | ----- | -------------- |
| Abri du marin de Sainte-Marine |              | 13, quai Jacques-de-Thézac (Lage) | PA29000060    | Inscrit      | 2007  | weitere Bilder |
| Stèle protohistorique du Léoc  |              | (Lage)                            | PA00089886    | Inscrit      | 1973  |                |

## Liste der Objekte

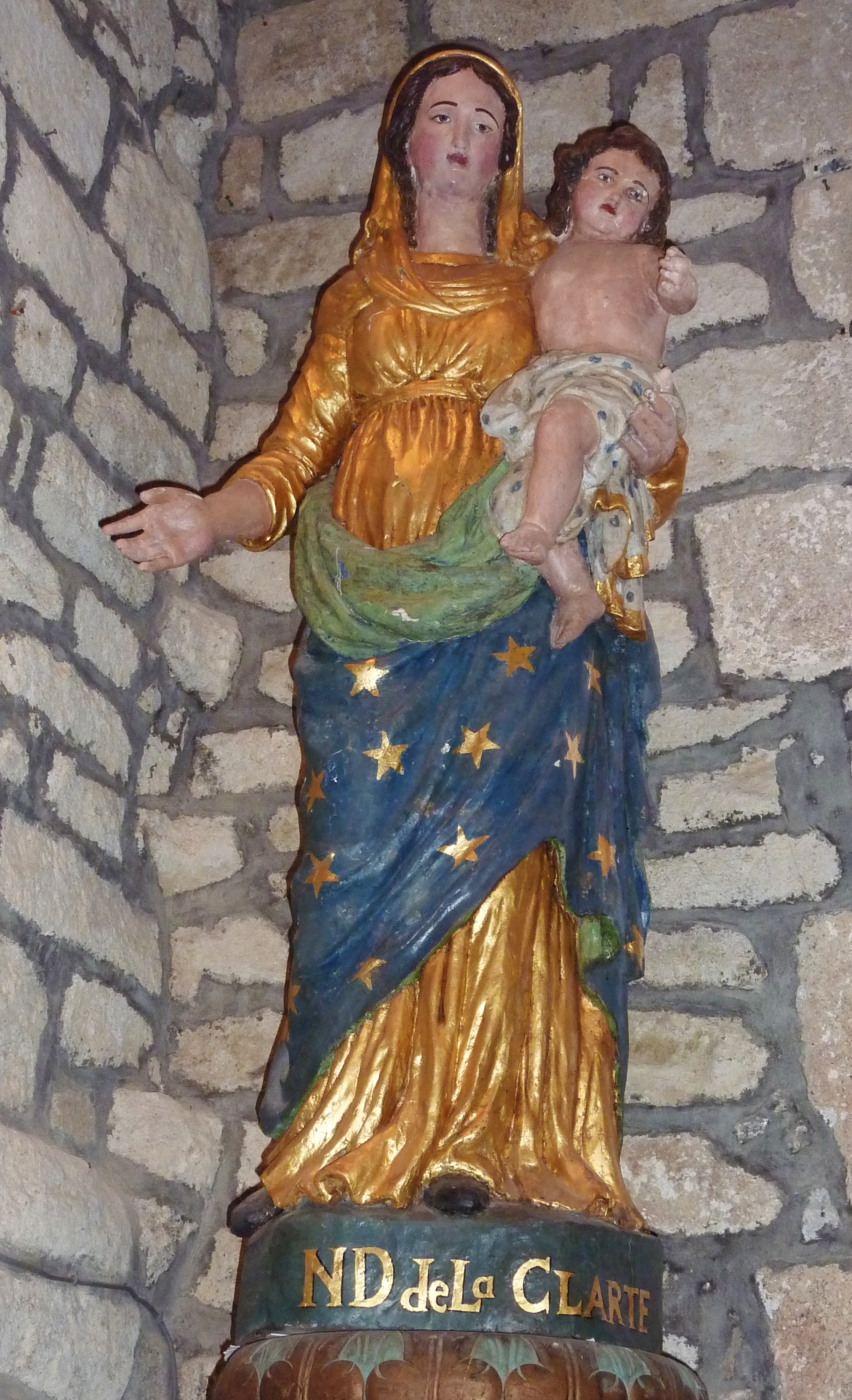
Skulptur Madonna und Kind (18. Jahrhundert) in der Kapelle Notre-Dame de la Clarté

- Monuments historiques (Objekte) in Combrit in der Base Palissy des französischen Kultusministeriums